# Płatkonóg szydłodzioby
Płatkonóg szydłodzioby (Phalaropus lobatus) – gatunek małego ptaka wędrownego z rodziny bekasowatych (Scolopacidae).

## Systematyka
Gatunek ten bywał niekiedy umieszczany w monotypowym rodzaju Lobipes. Nie wyróżnia się podgatunków.

## Występowanie
Zamieszkuje wybrzeża Morza Arktycznego, w Eurazji od Półwyspu Skandynawskiego po Cieśninę Beringa, w Ameryce Północnej, na Grenlandii, Svalbardzie i Islandii, ponadto w Szkocji i Irlandii. Zimuje na otwartym morzu, pojawiając się na wybrzeżach: pacyficznym Ameryki Środkowej i środkowo-zachodniej Ameryki Południowej, Morza Arabskiego, zachodniej Afryki, Półwyspu Malajskiego oraz wysp Indonezji i zachodniej Melanezji.
W Polsce nieliczny ptak spotykany na przelotach w maju-czerwcu i lipcu-październiku pojedynczo lub w małych grupkach, najliczniej nad Zatoką Gdańską. Na wybrzeżu częsty, w głębi lądu rzadko.

## Morfologia
Cechy gatunkuTo dość oryginalny ptak jeśli chodzi o dymorfizm, zachowania godowe i opiekę na młodymi, gdyż role obu płci są odwrotne w stosunku do tych panujących u większości ptaków. W szacie godowej samica nieco większa od samca i ubarwiona bardziej jaskrawo. Wierzch ciała łupkowoczarny o szarawym nalocie, na grzbiecie rudobrązowe, podłużne kresy. Pierś szara, spód ciała biały, na szyi i bokach głowy szeroka rdzawa przepaska (kołnierz), policzki i podgardle białe. Samiec natomiast ma węższy kołnierz koloru szarobrązowego. W szacie spoczynkowej obie płci ubarwione jednakowo. Wierzch ciała szaropopielaty z białymi podłużnymi pasami, spód biały, przez oko przechodzi czarny pasek. Osobniki młodociane mają wierzch ciała brązowoczarny, a spód biały (podobnie jak osobniki dorosłe w upierzeniu spoczynkowym). Płatkonogi mają wąski dziób, a nogi szare z płatkowatą błoną pławną, od której wzięła się nazwa ptaka.
W locie widać na ciemnych skrzydłach biały pas i białe prążkowanie grzbietu w kształcie dwóch liter V zwróconych czubkami do siebie. Odzywa się przenikliwym „pit pit pit”. Od płatkonoga płaskodziobego jest mniejszy i zgrabniejszy, ma poza tym czarny, ostry i cieńszy dziób. Wielkością dorównuje biegusowi zmiennemu.
Wymiary średniedługość ciała ok. 17–20 cm
rozpiętość skrzydeł ok. 30–36 cm
masa ciała ok. 20–45 g

## Ekologia i zachowanie

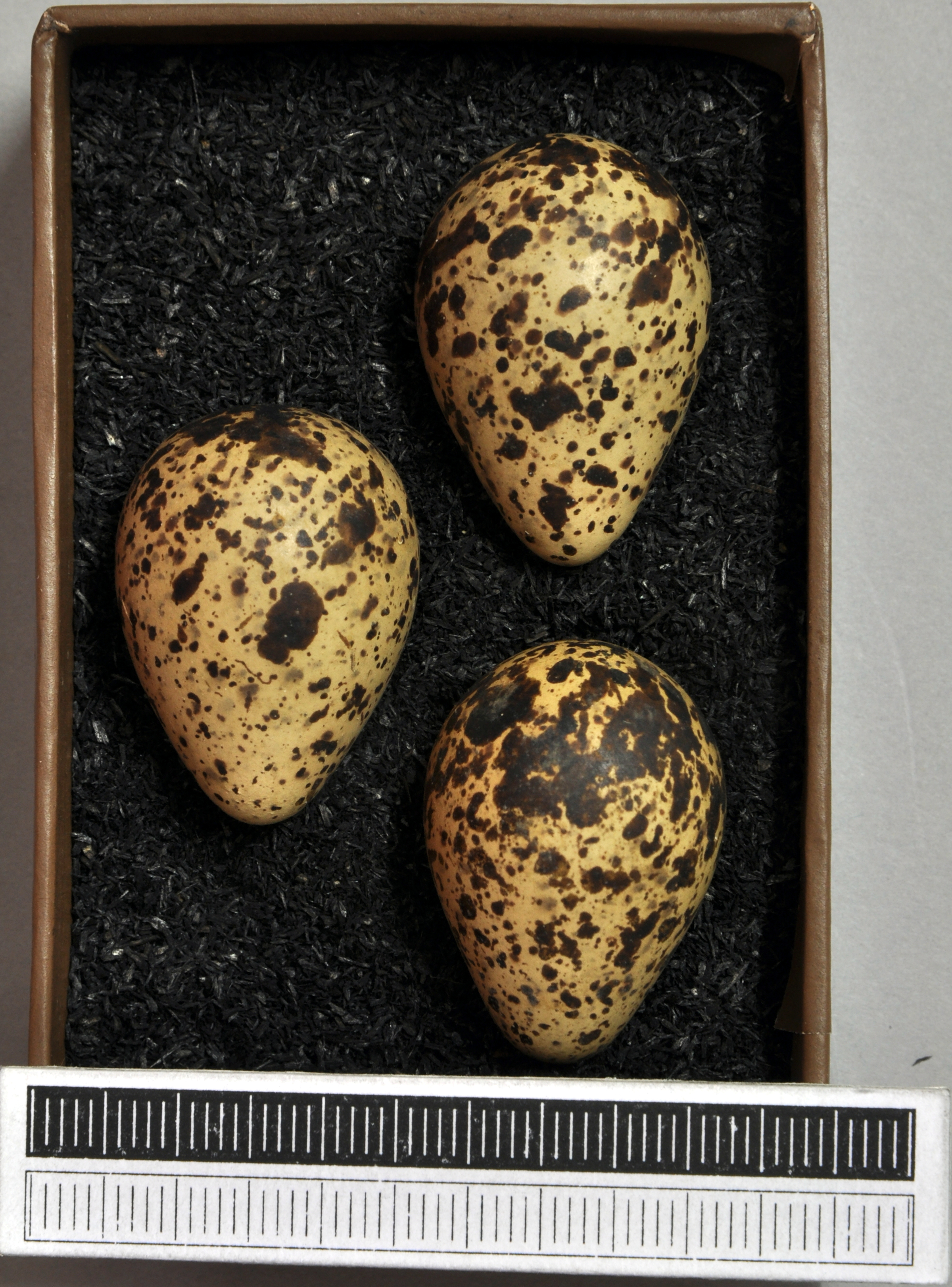
Jaja z kolekcji muzealnej

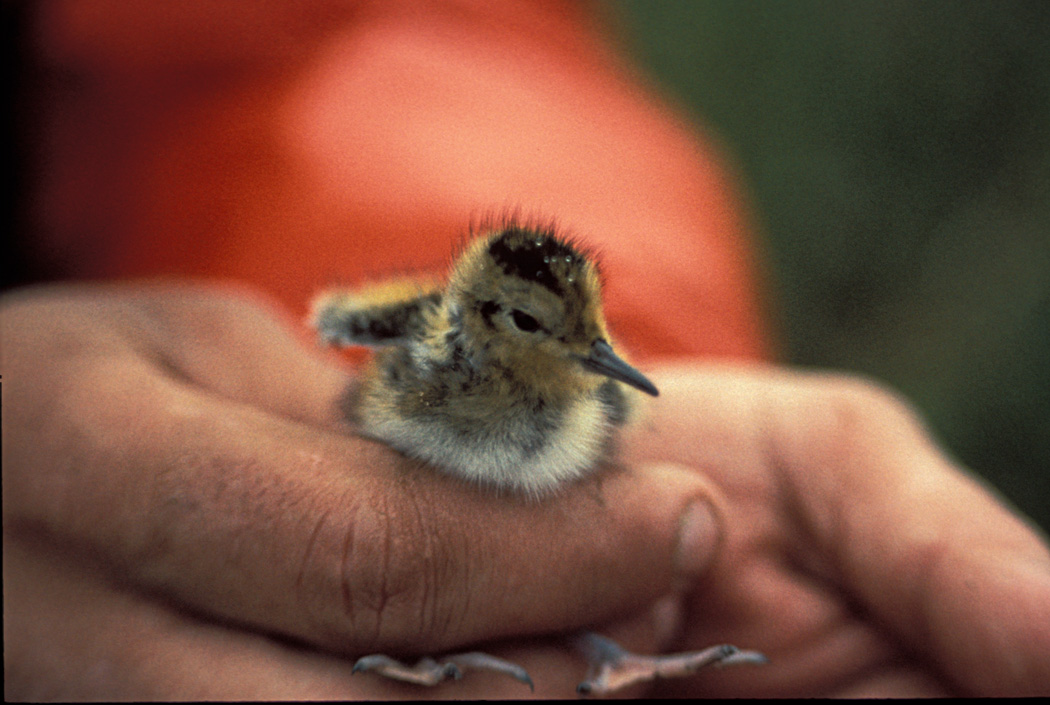
Pisklę

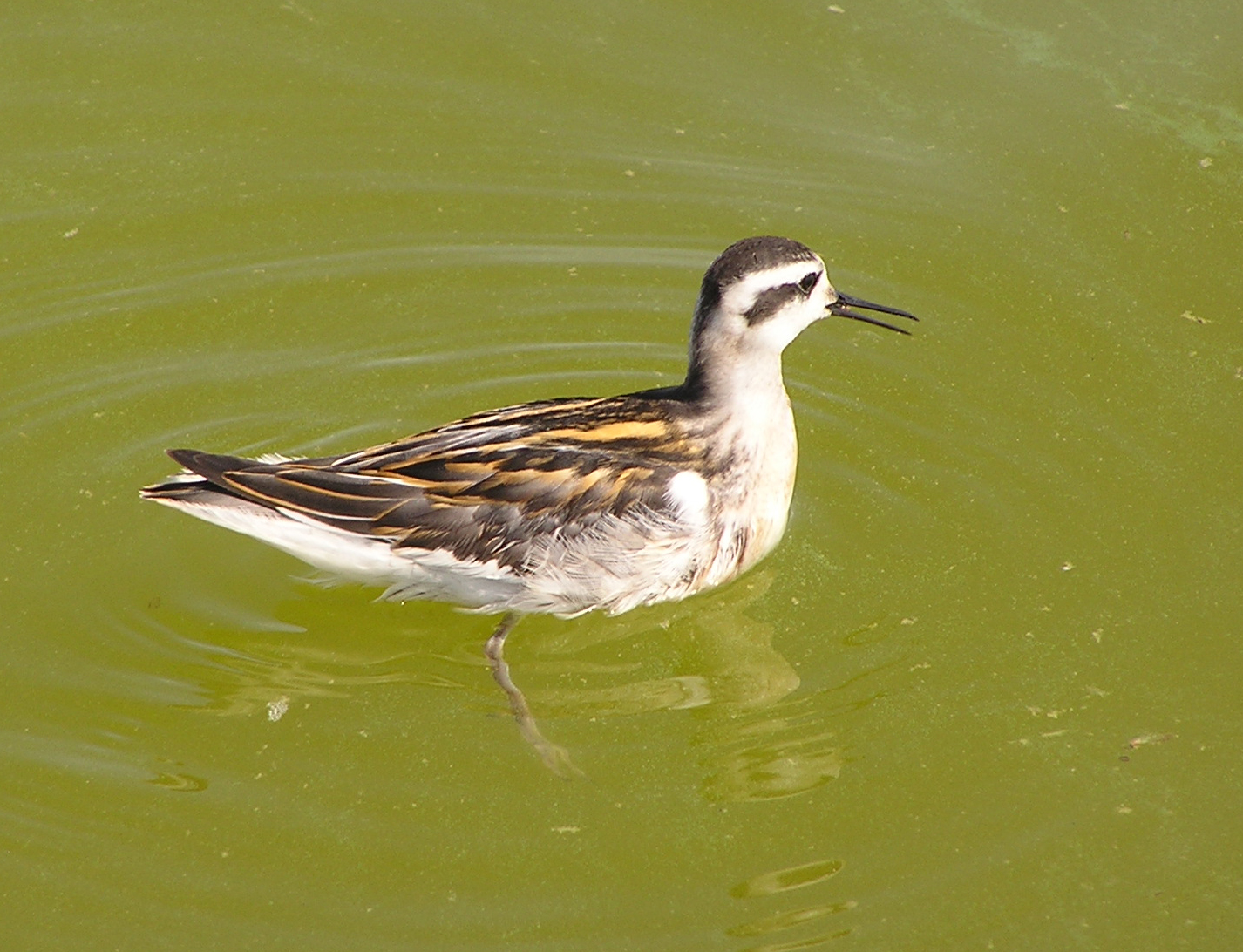
Osobnik młodociany

BiotopWybrzeża jezior i małych bagien w strefie tundry, na przelotach wybrzeża różnych zbiorników wodnych, stawów hodowlanych, również w głębi lądu. Zimą na pełnym morzu. W Skandynawii także na wysoczyznach.
TokiNa lęgowiskach ptaki są w kwietniu i maju. Samica pełni dominującą rolę w kojarzeniu się w pary. Rozpoczyna toki, podnosząc się na wodzie, bijąc ze świstem skrzydłami wzlatuje do lotu godowego nad samą powierzchnią wody. Siada na wodzie i wydaje miękkim głosem wyjątkowe dźwięki. Wtedy to można usłyszeć jej słodkie zawodzenie „wedi wedi wedi”. Ona też wybiera gniazdo i zajmuje się jego obroną.
GniazdoW pobliżu wody, płytkie zagłębienie w kępie trawy, turzyc lub nisko nad ziemią w krzaku. Samica wyścieła je razem z samcem trawą, kawałkami liści i mchem.
JajaW ciągu roku wyprowadza jeden lęg (zdarza się jednak poliandria), składając pod koniec maja lub czerwcu 3–4 brązowożółte i brązowooliwkowe jaja z ciemnobrunatnymi plamkami, większymi i gęstszymi na grubym końcu. Na tym kończy się rola samicy w okresie lęgowym.
Okres lęgowy
Jaja wysiadywane są od zniesienia pierwszego jaja przez okres 17–21 dni tylko przez samca (podobnie jak wychowywanie młodych), podczas gdy samica pozostaje w pobliżu gniazda. Pisklęta opuszczają gniazdo zaraz po wykluciu, usamodzielniają się po 4–5 tygodniach, a już po 2 tygodniach często są pozostawiane bez opieki. Mają rdzawożółty puch na grzbiecie przyozdobiony ciemnymi plamami i prążkami. Odloty zaczynają się od lipca i trwają do września.
PożywienieWodne bezkręgowce m.in. owady i ich larwy, na morzu plankton.
Zazwyczaj łowi je na powierzchni wody, po której bardzo lekko pływa (jakby siedział na dryfującym przedmiocie). Samo żerowanie jest specyficzne dla płatkonogów – pływając po wodzie kręci się wokół własnej osi i powoduje wypływanie planktonu, po czym szybko go zbiera z powierzchni tafli. Po tym też można go rozróżnić od innych siewkowych.

## Status i ochrona
Międzynarodowa Unia Ochrony Przyrody (IUCN) uznaje płatkonoga szydłodziobego za gatunek najmniejszej troski (LC – Least Concern) nieprzerwanie od 1988 roku. Liczebność światowej populacji, według szacunków organizacji Wetlands International z 2015 roku, mieści się w przedziale 3,6–4,5 milionów osobników. Trend liczebności populacji uznawany jest za spadkowy.
W Polsce podlega ścisłej ochronie gatunkowej.